# Обрій (фільм, 1961)
«Горизонт» (рос. «Горизонт») — радянська чорно-біла молодіжна кіноповість режисера Йосипа Хейфіца. Знятий на кіностудії «Ленфільм» у 1961 році. Прем'єра фільму відбулася 7 березня 1962 р.

## Анотація
Дванадцять випускників приїжджають на цілину, де, позбавляючись від дитячих ілюзій, починають входити в доросле життя…

## У ролях
- Юрій Толубеєв — Андрій Іванович Голованов, директор цілинного радгоспу
- Борис Чирков — Лихобаба, заступник директора цілинного радгоспу
- Олексій Сафонов — Сергій Новоскольцев
- Світлана Мелкова — Римма, випускниця
- Людмила Долгорукова — Маша, випускниця
- Валерій Носик — Миша, випускник
- Гелій Сисоєв — Слава, випускник
- М. Львова — Дуся, випускниця
- Ірина Губанова — Віра, випускниця
- В'ячеслав Подвиг — Женя, випускник
- Микола Сергєєв — Сомов, радгоспник
- Тетяна Дороніна — Клава, радгоспниця
- Майя Булгакова — Шура, радгоспниця, ударниця праці
- Павло Кашлаков — Микола
- Лілія Гриценко — Дар'я Петрівна Голованова, дружина голови
- Леонід Биков — бригадир цілинного радгоспу
- Савелій Крамаров — шофер
- Олександра Назарова - працівниця пошти